# Adware
Alle softwareapplikationer, hvori reklamer vises mens applikationen afvikles, kaldes med et fælles navn adware. Applikationens forfatter tilføjer en ekstra kode, som sørger for fremvisningen af reklamerne. Reklamerne kan fremkomme som f.eks. pop-up-vinduer eller via bannere. Adware kan retfærdiggøres, idet reklamerne hjælper med at nedbringe udviklings- samt købsprisen.
Adware forveksles ofte med spyware, hvilket ikke er korrekt. Dog indeholder adware ofte koder, der videregiver brugerens oplysninger til tredjepart uden brugerens tilladelse eller kendskab. Denne funktion kaldes for spyware og betegner ikke adware-applikationen i sig selv.
Af adware-applikationer kan nævnes f.eks. Limewire eller Bearshare, som bruges til at dele musik, film og andet med. De kommer begge med pop-up-reklamer, som oftest kan stoppes af en pop-up-blocker. Reklamerne, der vises i nogle af de mere kritiske adwares, kan ikke umiddelbart stoppes af en pop-up-blocker og skal i værste fald fjernes manuelt eller via et removal-tool til det pågældende adware.
| Software | Spire Denne artikel om software og programmering er en spire som bør udbygges. Du er velkommen til at hjælpe Wikipedia ved at udvide den. |